# Basacle
El Basacle és un espai geològic, històric i turístic a Tolosa (França), prop de la Plaça St. Pierre. El seu nom ve del llatí  vadaculum , que vol dir "petit gual", el que testifica l'antiguitat d'aquest pas.

## Història
El Basacle fou el lloc escollit per als primers ponts sobre la Garona i en el qual el 1190, sota el mandat del compte Ramon V de Tolosa, es va construir una presa que conserva el nom “Chausée du Bazacle” (del francès Calçada del Basacle) i diversos molins d'aigua. Avui s'ha reformat i acull un museu sobre la producció d'electricitat a base d'aigua i una sala d'exposicions temporals, en la qual, entre d'altres, s'hi ha acollit exposicions relacionades amb el cinema i la història de la ciutat.
El 1190 el comte Ramon V de Tolosa hi construeix una presa. Nous molins d'aigua s'hi edificaran, el finançament dels quals es farà a càrrec d'una associació de senyors. Els beneficis es repartien per accions seguint la compra feta per cada detentor. Les accions es bescanviaven al mercat de Tolosa, i el valor variava segons el rendiment que donaven els molins. A partir del 1888-1889 els accionistes del Basacle converteixen el lloc en central hidroelèctrica. El 1888, la fabricació d'electricitat que es feia a l'espai es destinava a donar llum a la ciutat. Al segle xx, Électricité de France que és la companyia estatal encarregada de l'electricitat a França, esdevé propietària. Actualment, el Basacle acull encara la central hidroelèctrica en funcionament, però no és des d'aquí on s'extreu tota l'electricitat per a la ciutat.

Panoràmica del Basacle de Tolosa des del vessant contrari (museu dels Abattoirs)